# Geophagus abalios
Geophagus abalios és una espècie de peix de la família dels cíclids i de l'ordre dels cipriniformes que es troba a la conca del riu Orinoco a Veneçuela.